# Zdravko Krivokapić
Zdravko Krivokapić, cyr. Здравко Кривокапић (ur. 2 września 1958 w Nikšiciu) – czarnogórski polityk, inżynier i nauczyciel akademicki, profesor, poseł do Zgromadzenia Czarnogóry, lider koalicji „Za budućnost Crne Gore”, w latach 2020–2022 premier Czarnogóry.

## Życiorys
W 1981 ukończył studia na wydziale mechanicznym Uniwersytetu Czarnogóry. Kształcił się następnie na studiach podyplomowych na Uniwersytecie w Belgradzie, w 1993 uzyskał doktorat na macierzystej uczelni w Podgoricy. Zawodowo związany z Uniwersytetem Czarnogóry, doszedł do stanowiska profesora na wydziale mechanicznym tej uczelni. Autor publikacji książkowych, podręczników akademickich i artykułów naukowych. Członek rad programowych kilku czasopism naukowych.
W 2020 należał do założycieli i objął funkcję przewodniczącego organizacji „Ne damo Crnu Goru”, opowiadającej się po stronie Serbskiego Kościoła Prawosławnego w Czarnogórze w trakcie konfliktu dotyczącego nowych uregulowań prawnych. W tym samym roku został następnie liderem listy wyborczej szerokiej opozycyjnej wobec rządzących socjalistów koalicji wyborczej „Za budućnost Crne Gore” (określanej jako ugrupowanie proserbskie i prorosyjskie), uzyskując w wyniku wyborów mandat deputowanego.
W wyborach tych większość parlamentarną uzyskały trzy formacje opozycyjne wobec dotychczasowego rządu i prezydenta Mila Đukanovicia. W październiku 2020 prezydent desygnował Zdravka Krivokapicia na urząd premiera. Urzędowanie na tym stanowisku rozpoczął 4 grudnia 2020 po zatwierdzeniu rządu przez parlament i po złożeniu ślubowania.
W lutym 2022 parlament przegłosował wobec jego rządu niego wotum nieufności. 28 kwietnia 2022 na funkcji premiera zastąpił go dotychczasowy wicepremier Dritan Abazović. We wrześniu tegoż roku zainicjował powołanie chrześcijańsko-demokratycznego ugrupowania DHP.